# Jordan Smith (calciatore 1991)
Jordan Hakeem Smith Wint (San José, 23 aprile 1991) è un calciatore costaricano, difensore del Santos de Guápiles.

## Carriera

### Club

#### Saprissa
Smith è iniziato la propria carriera con il Saprissa nel 2011, esordendo in una partita contro San Carlos.

#### Vancouver Whitecaps
Smith è passato in prestito ai Whitecaps il 6 agosto 2015. L'accordo prevede la sua permanenza con la squadra di Vancouver fino alla fine del campionato MLS del 2015, con un'opzione sulla stagione successiva.

### Nazionale
Smith è stato selezionato per la nazionale sudamericana che ha partecipato al Campionato nordamericano Under-20 del 2011. Ha partecipato anche ai Mondiali Under-20 del 2011. Ha debuttato con la nazionale maggiore il 28 maggio 2013 durante una partita contro il Canada, subentrando a Pablo Herrera.

## Statistiche

### Cronologia presenze e reti in nazionale
| Cronologia completa delle presenze e delle reti in nazionale ― Costa Rica | Cronologia completa delle presenze e delle reti in nazionale ― Costa Rica | Cronologia completa delle presenze e delle reti in nazionale ― Costa Rica | Cronologia completa delle presenze e delle reti in nazionale ― Costa Rica | Cronologia completa delle presenze e delle reti in nazionale ― Costa Rica | Cronologia completa delle presenze e delle reti in nazionale ― Costa Rica | Cronologia completa delle presenze e delle reti in nazionale ― Costa Rica | Cronologia completa delle presenze e delle reti in nazionale ― Costa Rica |
| Data                                                                      | Città                                                                     | In casa                                                                   | Risultato                                                                 | Ospiti                                                                    | Competizione                                                              | Reti                                                                      | Note                                                                      |
| ------------------------------------------------------------------------- | ------------------------------------------------------------------------- | ------------------------------------------------------------------------- | ------------------------------------------------------------------------- | ------------------------------------------------------------------------- | ------------------------------------------------------------------------- | ------------------------------------------------------------------------- | ------------------------------------------------------------------------- |
| 28-5-2013                                                                 | Edmonton                                                                  | Canada                                                                    | 0 – 1                                                                     | Costa Rica                                                                | Amichevole                                                                | -                                                                         | 61’                                                                       |
| 16-12-2015                                                                | Liberia                                                                   | Costa Rica                                                                | 1 – 0                                                                     | Nicaragua                                                                 | Amichevole                                                                | -                                                                         |                                                                           |
| 3-2-2016                                                                  | Barinas                                                                   | Venezuela                                                                 | 1 – 0                                                                     | Costa Rica                                                                | Amichevole                                                                | -                                                                         | 78’                                                                       |
| Totale                                                                    |                                                                           | Presenze                                                                  | 3                                                                         |                                                                           | Reti                                                                      | 0                                                                         |                                                                           |